# Bayerfeld-Steckweiler
Bayerfeld-Steckweiler ist eine Ortsgemeinde im Donnersbergkreis in Rheinland-Pfalz. Sie gehört der Verbandsgemeinde Nordpfälzer Land an.

## Geographie

### Lage
Der Ort liegt im Alsenztal im Nordpfälzer Bergland nordwestlich des Donnersbergs zwischen Kaiserslautern und Bad Kreuznach. Steckweiler ist der kleinere der beiden Ortsteile und liegt rund sechs Kilometer von Rockenhausen entfernt. Zu Bayerfeld-Steckweiler gehören zusätzlich die Wohnplätze Bremricherhof, Schmalfelderhof und Stolzenbergerhof sowie ein Teil des Weilers Neubau. Mitten durch die Gemeinde fließt die Alsenz. Vor Ort nimmt diese von links den Kallenbach – alternativ Gutenbach genannt – auf.

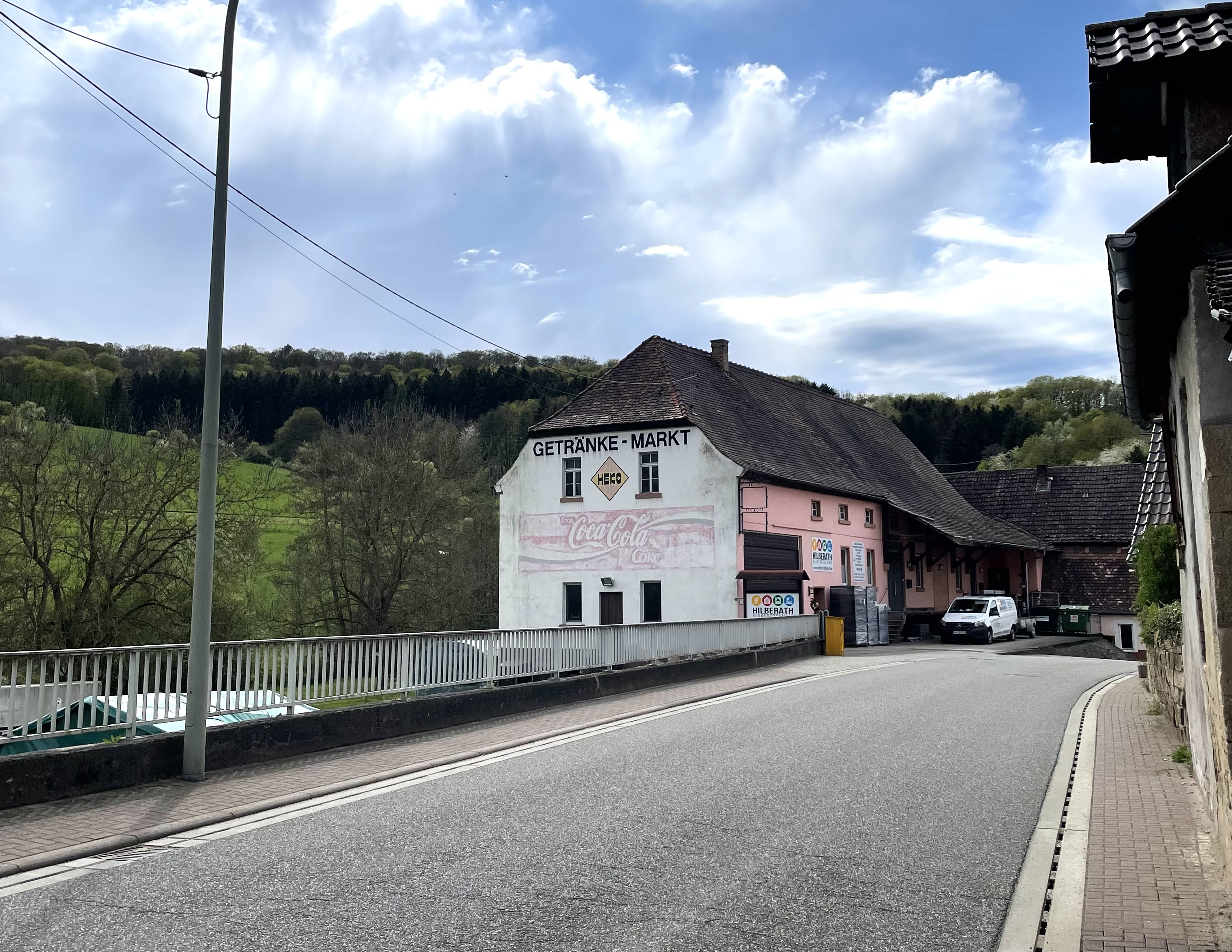
Steckweiler
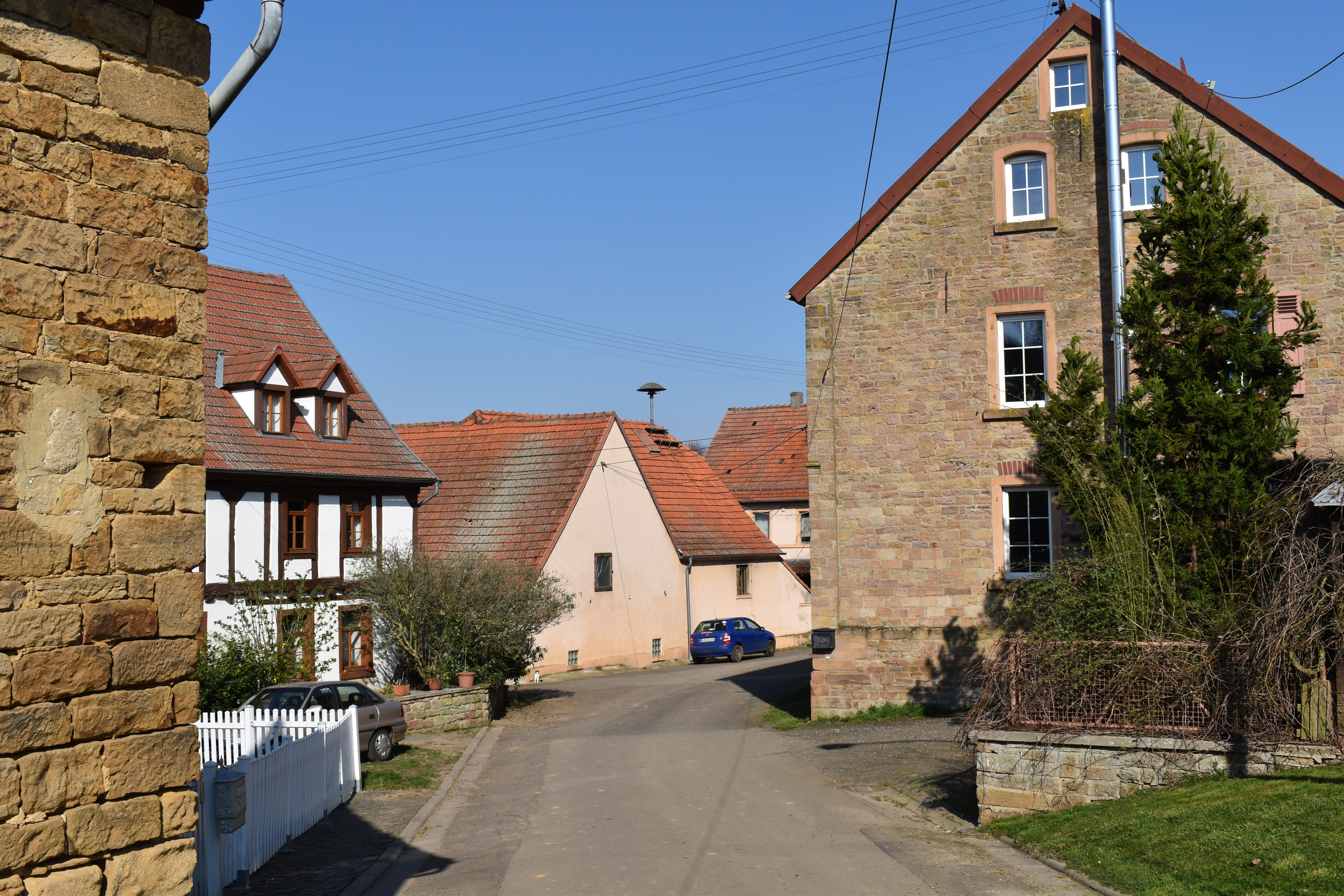
Bremricherhof
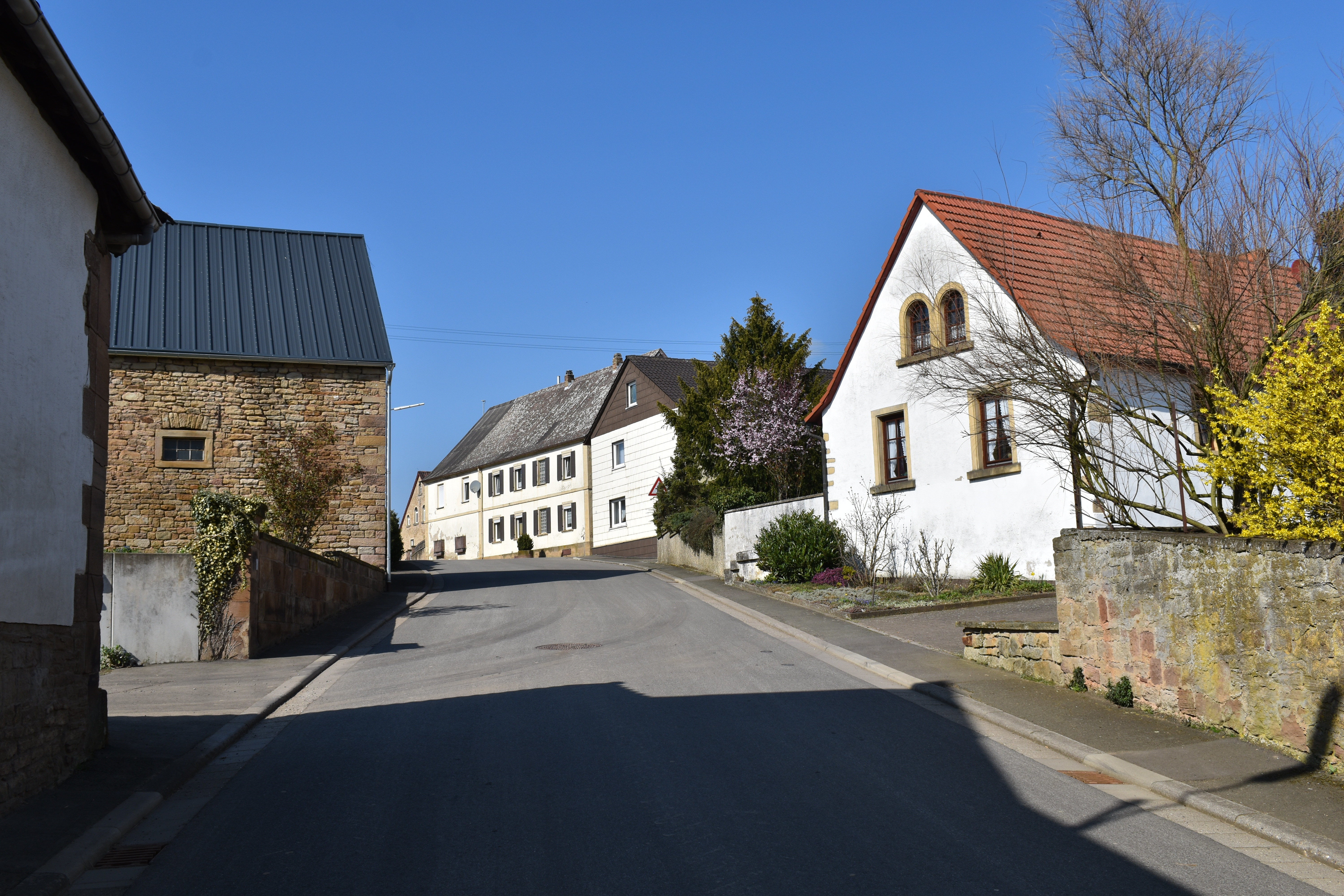
Schmalfelderhof
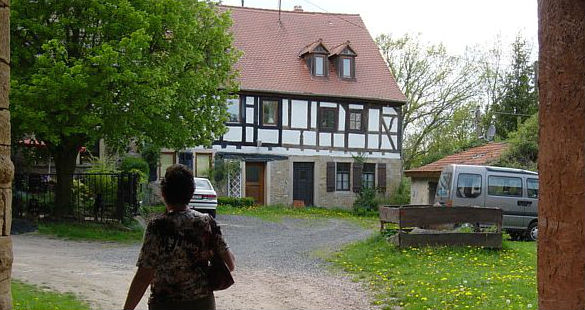
Stolzenbergerhof

### Klima
Der Jahresniederschlag beträgt 574 mm.

## Geschichte
Im Mittelalter waren Bayerfeld und Steckweiler zunächst Bestandteil der Herrschaft Stolzenberg. Diese ging in der Folgezeit in gemeinschaftlichen Besitz der Grafschaft Falkenstein und Pfalz-Zweibrücken über, bis letztere die Herrschaft ganz übernahmen. Ab 1782 war das Gemeindegebiet Bestandteil des vorderösterreichischen Oberamt Winnweiler.
Von 1798 bis 1814, als die Pfalz Teil der Französischen Republik (bis 1804) und anschließend Teil des Napoleonischen Kaiserreichs war, war Steingruben in den Kanton Rockenhausen und in das Département Donnersberg eingegliedert. Infolge des Wiener Kongresses gehörte der Ort 1815 zunächst erneut zu Österreich. Ein Jahr später wurde er Bayern zugeschlagen. Von 1818 bis 1862 war Bayerfeld und Steckweiler Bestandteil des Landkommissariat Kirchheim, das anschließend in ein Bezirksamt umgewandelt wurde. Am 1. Dezember 1900 wechselte die Gemeinde in das neu geschaffene Bezirksamt Rockenhausen
Ab 1939 war der Ort Bestandteil des Landkreises Rockenhausen. Nach dem Zweiten Weltkrieg, in dem der Ort sehr in Mitleidenschaft gezogen wurde, war Bayerfeld-Steckweiler Teil der französischen Besatzungszone und wurde in das 1946 neu gebildete Land Rheinland-Pfalz eingegliedert. Im Zuge der ersten rheinland-pfälzischen Verwaltungsreform wechselte die Gemeinde in den neu geschaffenen Donnersbergkreis. 1972 wurde sie der neu gebildeten Verbandsgemeinde Rockenhausen zugeschlagen. Seit 2020 ist Bayerfeld-Steckweiler Bestandteil der Verbandsgemeinde Nordpfälzer Land.

## Politik

### Ortsbürgermeister
Fritz Müller wurde 2024 Ortsbürgermeister von Bayerfeld-Steckweiler.
Der Vorgänger war Wolfgang Kraus. Bei der Kommunalwahl am 26. Mai 2019 wurde er erneut in seinem Amt bestätigt. Zur Direktwahl am 9. Juni 2024 gab es keine Bewerbungen. Daher erfolgte diese durch den Rat.

### Wappen
| Wappen von Bayerfeld-Steckweiler | Blasonierung: „Gespalten von Gold und Rot; rechts ein schwarzer rot bezungter und rot bewehrter Löwe überhöht von einem sechsspeichigen Rad, links eine goldene Burg mit einem bezinnten Turm überhöht von einer goldenen Traube.“ |
| Wappen von Bayerfeld-Steckweiler | |

## Kultur

### Bauwerke

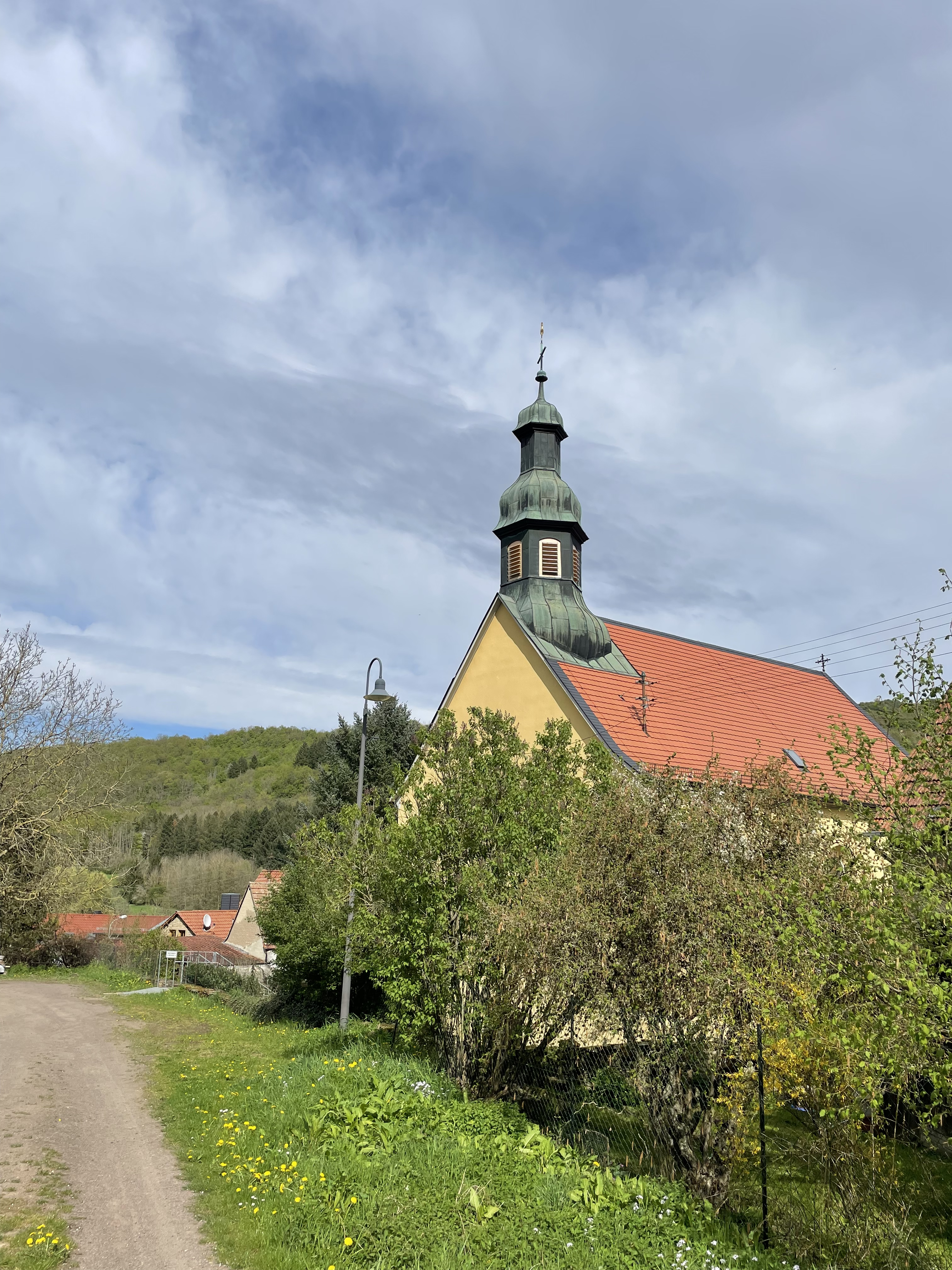
Katholische Pfarrkirche St. Josef in Bayerfeld

#### Kulturdenkmäler
Vor Ort befinden sich insgesamt neun Objekte, die unter Denkmalschutz stehen, darunter die 1767 erbaute katholische Kirche.

#### Sonstige Bauwerke
Auf der Gemarkung der Gemeinde befand sich einst die Stolzenburg.

### Natur
Mit einem Speierling am Stolzenbergerhof existiert vor Ort insgesamt ein Naturdenkmal. Im Osten der Gemarkung befindet sich zudem das Naturschutzgebiet Stolzenberg.

## Wirtschaft und Infrastruktur

### Weinbau
An den Hängen der Alsenz wird schon seit Jahrhunderten Weinbau betrieben. In früheren Jahren war dies eine der Haupteinnahmequellen. An den steilen Hängen wird überwiegend Weißwein angebaut. Die wenigen verbliebenen Winzer gehören zum Anbaugebiet Nahe.

### Verkehr
Durch den Ort führt die Bundesstraße 48. Über die Anschlussstelle Winnweiler der Bundesautobahn 63 im Südosten besteht Anschluss an den Fernverkehr. Der Bremricherhof ist in Form der Kreisstraße 29 an das Straßennetz angeschlossen. Die Kreisstraße 30 bindet den Stolzenbergerhof an, ihre Fortsetzung bis nach Steckweiler ist jedoch nicht befahrbar.
In Rockenhausen ist ein Bahnhof der Alsenztalbahn; entlang dieser besaß die Gemeinde einst den Bahnhof Bayerfeld-Cölln, ehe dieser nach dem Zweiten Weltkrieg mangels Rentabilität aufgelassen wurde.

### Tourismus
Durch Bayerfeld-Steckweiler verläuft der Alsenz-Radweg. Im Westen der Gemarkung verlaufen der Pfälzer Höhenweg und der mit einem weißen Kreuz markierte Fernwanderweg Nahegau-Wasgau-Vogesen.

## Persönlichkeiten
- Joseph Max von Vallade (1825–1882), katholischer Priester, war ab Februar 1855 in Bayerfeld Pfarrer
- Heiner Altmeppen (* 1951), Maler und Grafiker, lebt und arbeitet vor Ort